# Martinet de nit violaci
El martinet de nit violaci (Nyctanassa violacea) és una espècie d'ocell de la família dels ardèids (Ardeidae), única espècie del gènere Nyctanassa, si bé va ser inclòs en Nycticorax.

## Hàbitat i distribució
Habita aiguamolls, selva empantanegada, llacs i manglars d'ambdues Amèriques i les illes Galápagos, a les terres baixes de l'est dels Estats Units, Baixa Califòrnia i terres baixes de Mèxic al llarg d'ambdues costes, Amèrica central, Bahames, Antilles, al llarg de la costa nord d'Amèrica del Sud, conca del riu Orinoco, al llarg de la costa del Pacífic fins a Equador i costa est del Brasil, i Illes Galápagos.